# Wszyscy przeciwko wszystkim
Wszyscy przeciwko wszystkim – album muzyczny wydany w 1990 roku przez punkrockowy zespół Dezerter.

## Lista utworów

### LP
| strona A | strona A             | strona A |
| Nr       | Tytuł utworu         | Długość  |
| -------- | -------------------- | -------- |
| 1.       | „Czy wierzysz?”      | 3:14     |
| 2.       | „Sen”                | 3:07     |
| 3.       | „Człowiek”           | 3:05     |
| 4.       | „Nie jestem przeciw” | 3:16     |
| 5.       | „Bicie”              | 1:48     |
| 6.       | „Jutro”              | 3:15     |
| 7.       | „Bzdury”             | 0:12     |
|          |                      | 17:57    |

| strona B | strona B                 | strona B        | strona B |
| Nr       | Tytuł utworu             | Tekst           | Długość  |
| -------- | ------------------------ | --------------- | -------- |
| 1.       | „Chrystus na defiladzie” |                 | 2:38     |
| 2.       | „Pałac”                  |                 | 3:07     |
| 3.       | „Wiatroaeroterapia”      | Andrzej Bursa   | 3:36     |
| 4.       | „Wszystko dla was”       |                 | 2:02     |
| 5.       | „Panie ty nasz”          | Andrzej Dziubek | 2:12     |
| 6.       | „A wieczorami”           |                 | 2:07     |
| 7.       | „Apokalipsa wg św. Mnie” |                 | 2:54     |
|          |                          |                 | 18:36    |

### CD
Utwory 1–14 zarejestrowanyo w Studio Wawrzyszew w Warszawie w czerwcu 1990 roku, realizacją zajmował się Włodzimierz Kowalczyk; pozostałe nagrania (15–19) pochodzą z koncertów w Japonii (Tokio, Nagoya, Osaka).
| Nr  | Tytuł utworu             | Tekst           | Długość |
| --- | ------------------------ | --------------- | ------- |
| 1.  | „Czy wierzysz?”          |                 | 3:13    |
| 2.  | „Sen”                    |                 | 3:07    |
| 3.  | „Człowiek”               |                 | 3:04    |
| 4.  | „Nie jestem przeciw”     |                 | 3:15    |
| 5.  | „Bicie”                  |                 | 1:48    |
| 6.  | „Jutro”                  |                 | 3:15    |
| 7.  | „Bzdury”                 |                 | 0:12    |
| 8.  | „Chrystus na defiladzie” |                 | 2:38    |
| 9.  | „Pałac”                  |                 | 3:07    |
| 10. | „Wiatroaeroterapia”      | Andrzej Bursa   | 3:35    |
| 11. | „Wszystko dla was”       |                 | 2:02    |
| 12. | „Panie ty nasz”          | Andrzej Dziubek | 2:12    |
| 13. | „A wieczorami”           |                 | 2:06    |
| 14. | „Apokalipsa wg św. Mnie” |                 | 3:00    |
| 15. | „Kolaboracja”            |                 | 3:17    |
| 16. | „Nie ma nas”             |                 | 2:43    |
| 17. | „Jeszcze żywy człowiek”  |                 | 2:29    |
| 18. | „Jestem spokojny”        |                 | 2:24    |
| 19. | „Mój kraj”               |                 | 5:56    |
|     |                          |                 | 53:23   |

## Twórcy
- Robert Matera – śpiew, gitara
- Krzysztof Grabowski – perkusja
- Paweł Piotrowski – gitara basowa

## Wydania
Źródło:.
- LP – Arston; ALP-055 (1990)
- MC – Arston; AC-010 (1990)
- LP – Dissidence; DISLP 2/D445 (1991)
- CD – Polton; CDPL-015 (1992)
- CD – EfA; CD 14464 (1992)
- MC – Polton; PC-154 (1992)
- CD – Metal Mind Productions; MMP CD 0164 (2002)
- CD – Mystic Production; MYSTCD 222 (2012)
- LP – Pasażer; (2015)